# Joan Kristin Bleicher
Joan Kristin Bleicher (* 27. Februar 1960 in Berlin) ist Professorin für Medienwissenschaft am Institut für Medien und Kommunikation an der Universität Hamburg.

## Werdegang
Bleicher ist Tochter des Wirtschaftswissenschaftlers Knut Bleicher (1929–2017). Sie studierte Germanistik, Amerikanistik und Allgemeine Literaturwissenschaft an der Universität Gießen, der Indiana University Bloomington und der Universität Siegen. Während und nach ihrer Promotion an der Universität Siegen (1990) arbeitete sie zwischen 1986 und 1995 im Sonderforschungsbereich 240 (Ästhetik, Pragmatik und Geschichte der Bildschirmmedien. Schwerpunkt: Fernsehen in der Bundesrepublik Deutschland). Nach Lehrtätigkeit an der Universität des Saarlandes, Universität Marburg, Universität Lüneburg und Universität Hamburg habilitierte sie sich 1999 an der Universität Hamburg. Am Institut für Germanistik der Universität Hamburg vertrat sie ab dem Sommersemester 2001 eine Professur. Von Frühjahr 2002 bis Herbst 2007 hatte Bleicher die Professur für Medienwissenschaft inne, die gemeinsam vom Hans-Bredow-Institut für Medienforschung und der Universität Hamburg ausgeschrieben wurde; seit Ende 2007 ist sie am Institut für Medien und Kommunikation der Universität Hamburg tätig und ist assoziierte Mitarbeiterin des Hans-Bredow-Instituts.
Ihre Interessensschwerpunkte sind im Themenspektrum Medienästhetik und Mediengeschichte, Narrationstheorien, zeitgenössische Literatur und Grundlagenforschung zum Internet.